# Gary Crawford
E. Gary Crawford (* 30. August 1957 in Denver, Colorado) ist ein ehemaliger US-amerikanischer Nordischer Kombinierer.
Crawford trat für insgesamt zwölf Jahre im Weltcup der Nordischen Kombination an. Dabei nahm er an der Nordischen Ski-WM 1982 teil. Des Weiteren war er Teilnehmer bei den Olympischen Winterspielen 1980 und 1988. Bei seiner ersten Teilnahme in Lake Placid belegte er im Einzelwettbewerb den 28. Platz. Acht Jahre später in Calgary wurde er 41.
Neben seiner Laufbahn als Nordischer Kombinierer war Crawford auch Golfer. Nach seiner aktiven Karriere arbeitete er erst als Trainer, danach acht Jahre als professioneller Golfer. Anschließend war er erneut als Skitrainer tätig.
Crawford ist der Sohn des Langläufers und Nordischen Kombinierers Marvin Crawford.